# Villads fra Valby
Villads fra Valby er en dansk børnefilm fra 2015, instrueret af Frederik Meldal Nørgaard

## Medvirkende
- Luca Reichardt Ben Coker som Villads
- Iben Dorner som Mor
- Frederik Meldal Nørgaard som Far
- Mette Svane Pedersen som Amalie
- Anna Rittig som Emma
- Patricia Schumann som Frida's mor
- Caspar Phillipson som Frida's far
- Kristian Ibler som Skolelærer
- Kasper Løfvall Stensbirk som Natur Guide
- Emilia Maria Staugaard som Teenage Punk Pige
- Ester Birch Beck som Frida
- Sigurd Birch Beck som Oscar
- Sander H. Lauridsen som Alexander
- Jens Iversen som Marius